# Sala del Perugino
Sala del Perugino è il nome attribuito alla Sala Capitolare del convento di Santa Maria Maddalena de’ Pazzi ove si trova un importante dipinto del Perugino.
Dal dicembre 2014 il Ministero per i beni e le attività culturali la gestisce tramite il Polo museale della Toscana, nel dicembre 2019 divenuto Direzione regionale Musei.

## Descrizione
L'edificio in cui si trova la sala apparteneva originariamente all'Ordine benedettino, ed in particolare alle “convertite o penitenti” (1257-1442). Successivamente passò ai cistercensi della Badia a Settimo (1442-1628) e poi alle Carmelitane di santa Maria Maddalena de’ Pazzi, che ne furono spogliate nel 1866 con le soppressioni post-unitarie nel 1866.
Nella sala è presente la Crocifissione, con la Vergine, San Giovanni, la Maddalena e i Santi Bernardo e Benedetto. Affresco realizzato dal Perugino tra il 1493 e il 1496 su committenza di Dionigi e Giovanna Pucci. È presente anche una deposizione San Bernardo accoglie il corpo di Cristo in affresco e la sua sinopia, realizzata da Sperandio di Giovanni, allievo del Perugino, attorno al 1506.